# Mikulińce-Strusów
Mikulińce-Strusów (ukr. Микулинці-Струсів, ros. Микулинцы-Струсов) – stacja kolejowa w miejscowości Drużba, w rejonie trembowelskim, w obwodzie tarnopolskim, na Ukrainie.
Nazwa stacji pochodzi od pobliskich miejscowości Mikulińc i Strusowa.
Stacja istniała przed II wojną światową.